# Gaishorn am See
Gaishorn am See là một đô thị thuộc huyện Liezen bang Steiermark, nước Áo. Đô thị Gaishorn am See có diện tích 40,5 km², dân số thời điểm cuối năm 2008 là 1091 người.